# Detector de conductividad térmica
El detector de conductividad térmica o catarómetro se utiliza en cromatografía de gases y es uno de los primeros utilizados. Tiene una amplia aplicación y su uso se basa en la diferencia de conductividad térmica del gas portador cuando circula también analito. 
Este tipo de detector se denomina también catarómetro. El sensor de un catarómetro consiste en un elemento calentado eléctricamente (resistencia). Esta resistencia, para un potencial eléctrico constante, tiene una temperatura que depende del gas circundante. La resistencia puede ser un hilo fino de platino, oro o tungsteno, o un termistor semiconductor. La diferencia básica entre los detectores de metal y el termistor semiconductor es que el segundo tiene un coeficiente de temperatura negativo, en otras palabras, que su resistencia disminuye conforme la temperatura aumenta.

## Funcionamiento

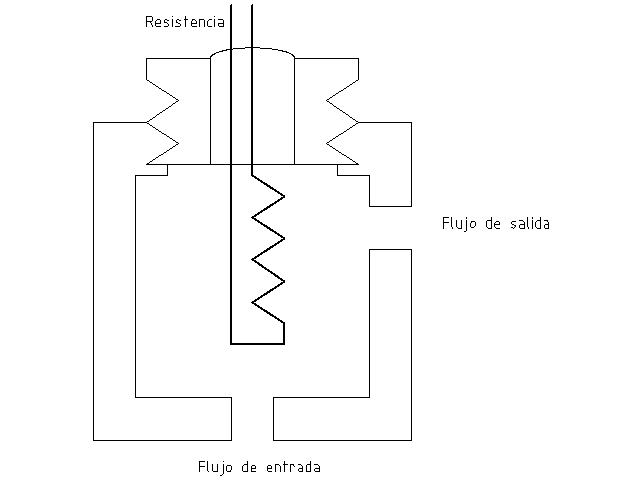
Esquema de un sensor.

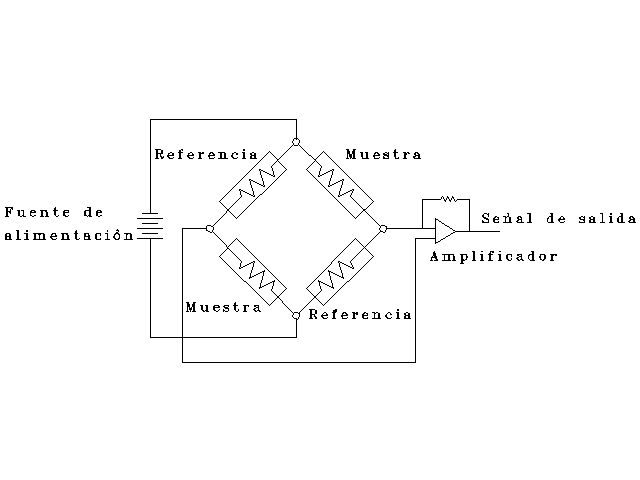
Diagrama eléctrico del detector.

Se emplean dos pares de elementos o sensores, uno de ellos en el flujo de efluente de la columna y el otro en la corriente de gas previa a la cámara de inyección de la muestra (gas limpio). En el esquema eléctrico se muestran como muestra y referencia, respectivamente. Mediante este montaje eléctrico, se consigue compensar el efecto de los cambios de presión, caudal y potencia eléctrica, midiéndose únicamente los cambios en la conductividad del gas.
En la actualidad se utilizan también los sensores de filamento único, los cuales carecen de deriva en la línea base, se equilibran rápidamente y son muy sensibles. El funcionamiento de este sensor consiste en una cámara de 5 μl que contiene un pequeño filamento. Sobre él se hacen pasar alternativamente el gas de referencia y el de salida de la columna, con una frecuencia de 10 Hz, obteniéndose una señal eléctrica de 10 Hz cuya amplitud depende de la diferencia entre la conductividad térmica del gas de referencia y del gas de salida. Otra ventaja de usar una señal de 10 Hz es que de esta forma se elimina el ruido térmico del sistema.
Los gases empleados como portadores permiten distinguir con facilidad cuándo el gas lleva analito, debido a que las conductividades del hidrógeno y helio son de 6 a 10 veces mayores que la mayoría de compuestos orgánicos. Este efecto no se da en otros gases portadores como el nitrógeno, por lo cual el uso de este detector está limitado a la utilización de hidrógeno o helio como gas portador.
Ventajas de este detector:
- Simplicidad.
- Amplio rango dinámico lineal, 105 unidades.
- Respuesta universal a compuestos orgánicos e inorgánicos.
- Detector no destructivo.

Desventajas:
- Sensibilidad relativamente baja, 10-8 g de soluto/ml de gas portador.
- Imposibilidad de utilizarlo en columnas capilares (caudal de salida pequeño).